# 朝日受永
朝日 受永（あさひ じゅえい、天文18年（1549年） - 慶長8年（1603年）7月28日）は、戦国時代から江戸時代前期にかけての武将・旗本。諱は「近路（ちかみち）」。受永は「寿永」とも。

## 略歴
大和源氏の源頼親流で、父は朝日新三郎。武田氏の先方衆下条氏の旧臣で、天正10年（1582年）の武田氏滅亡後に徳川家康、秀忠に拝謁し、豊臣政権下での関東移封により、武蔵国児玉郡（現・埼玉県）内に500石を賜る。慶長4年（1599年）、代官頭大久保長安の意を受け、信濃国伊那郡（現・長野県）の郡内の社寺に一斉に安堵状を発給し、同6年（1601年）同郡代官となる。
家康は江戸城、駿府城の普請用材確保のため、信州伊那谷に蔵入地を設定し、長安により地方支配と材木宰領を委任されたため、本年貢を榑木で上納する榑木成り村を創成した。同8年（1603年）に没すると、榑木奉行は千村良重に引き継がれた。
享年55。法名は「安済」。嫡男の近次は大阪の陣に参戦し、旗本として明治維新まで続いた。また武田氏の陪臣時代、足軽の古田右衛門に朝日姓を与え朝日善右衛門と名乗らせ、『鸚鵡籠中記』の作者朝日重章はその子孫にあたる。